# Cassique noir
Psarocolius guatimozinus
Espèce
Statut de conservation UICN

 LC  : Préoccupation mineure
Répartition géographique
Synonymes
Gymnostinops guatimozinus
Le Cassique noir (Psarocolius guatimozinus) est une espèce d'oiseau du Panama et de la Colombie de la famille des ictéridés.

## Répartition
La distribution du Cassique noir se restreint au nord de la Colombie et au sud du Panama.  

## Habitat
Il habite principalement les lisières des forêts humides, souvent le long des rivières.  

## Comportement
Cet oiseau niche en colonie. Il se nourrit généralement seul ou en petit groupe à la cime des arbres.